# HPCR-UR 501

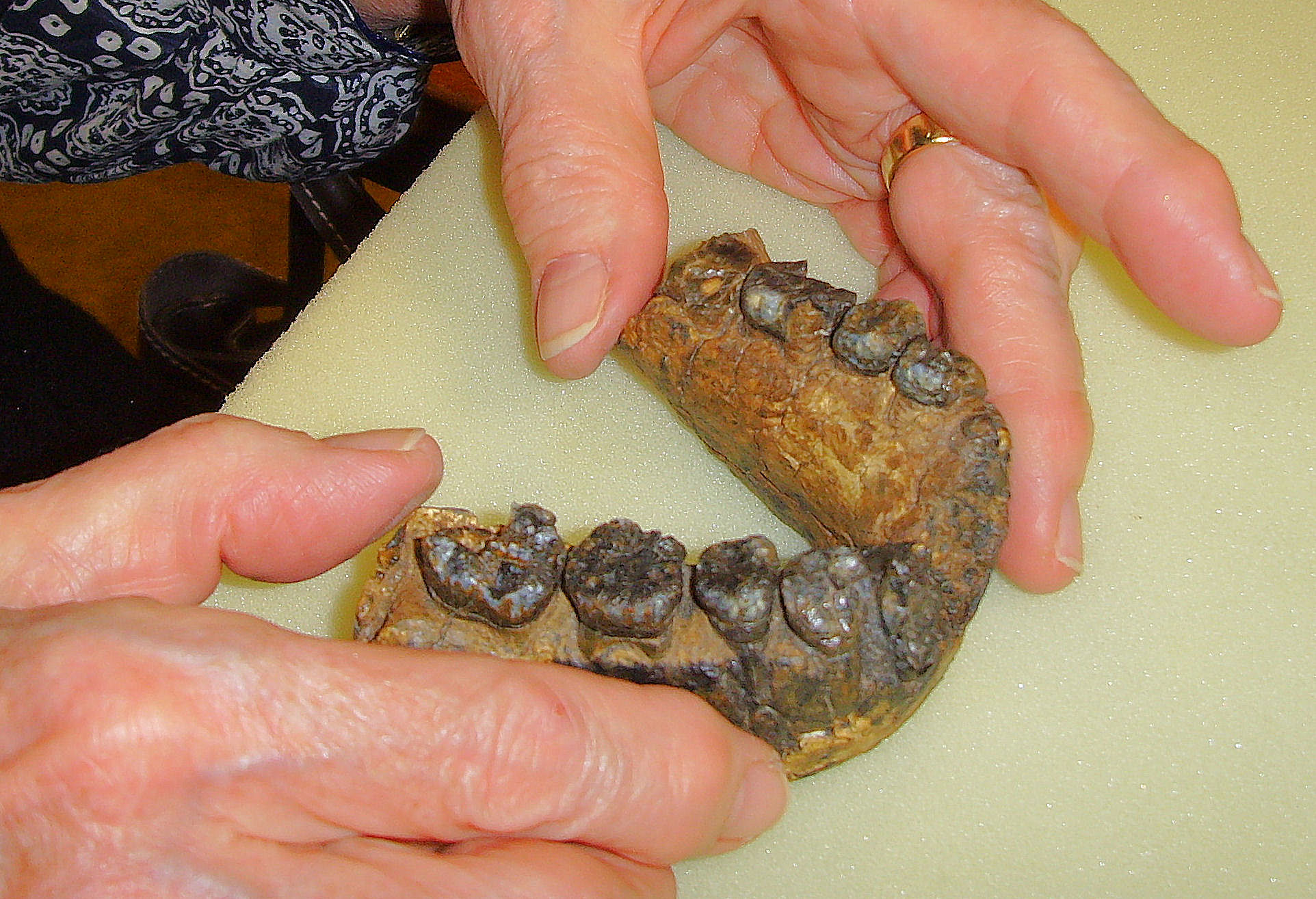
Mandíbula de Homo rudolfensis. Foto del original.

HPCR-UR 501, o abreviado UR 501, es una mandíbula fósil que encontró en Uraha, en el norte del lago Malaui, el equipo encabezado por  Friedemann Schrenk y Tim Bromage y que dieron a conocer en 1995, según todas las evidencias son los restos de homíninos más antiguos encontrados, al menos hasta el hallazgo de LD 350-1, atribuidos a la especie Homo rudolfensis y ha sido datado con una antigüedad de 2'5 a 2'3 millones de años por la fauna asociada, representa la distribución más al sur de la especie conocida, algunos especialistas sugieren por la mayor semejanza de los molares con un Australopithecus, que podría ser un Paranthropus.